# Palazzo Castellani (Roma)

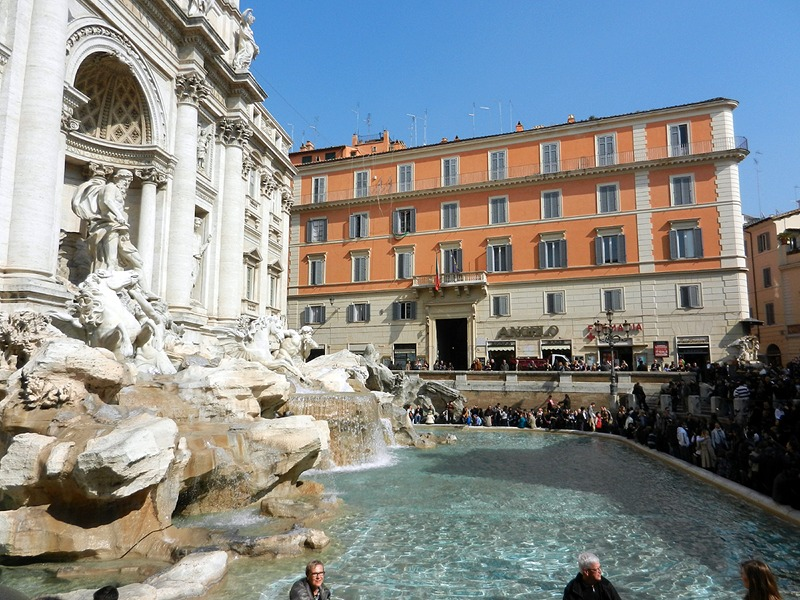
Vista do palácio no fundo. À esquerda, a Fontana di Trevi. A porta da Farmacia Pesci é a penúltima à direita no piso térreo.

Palazzo Castellani é um palácio localizado na esquina da Piazza di Trevi com a Via del Lavatore, no rione Trevi de Roma.

## História
O palácio foi construído entre 1868 e 1869 com a participação de Roberto Bompiani.

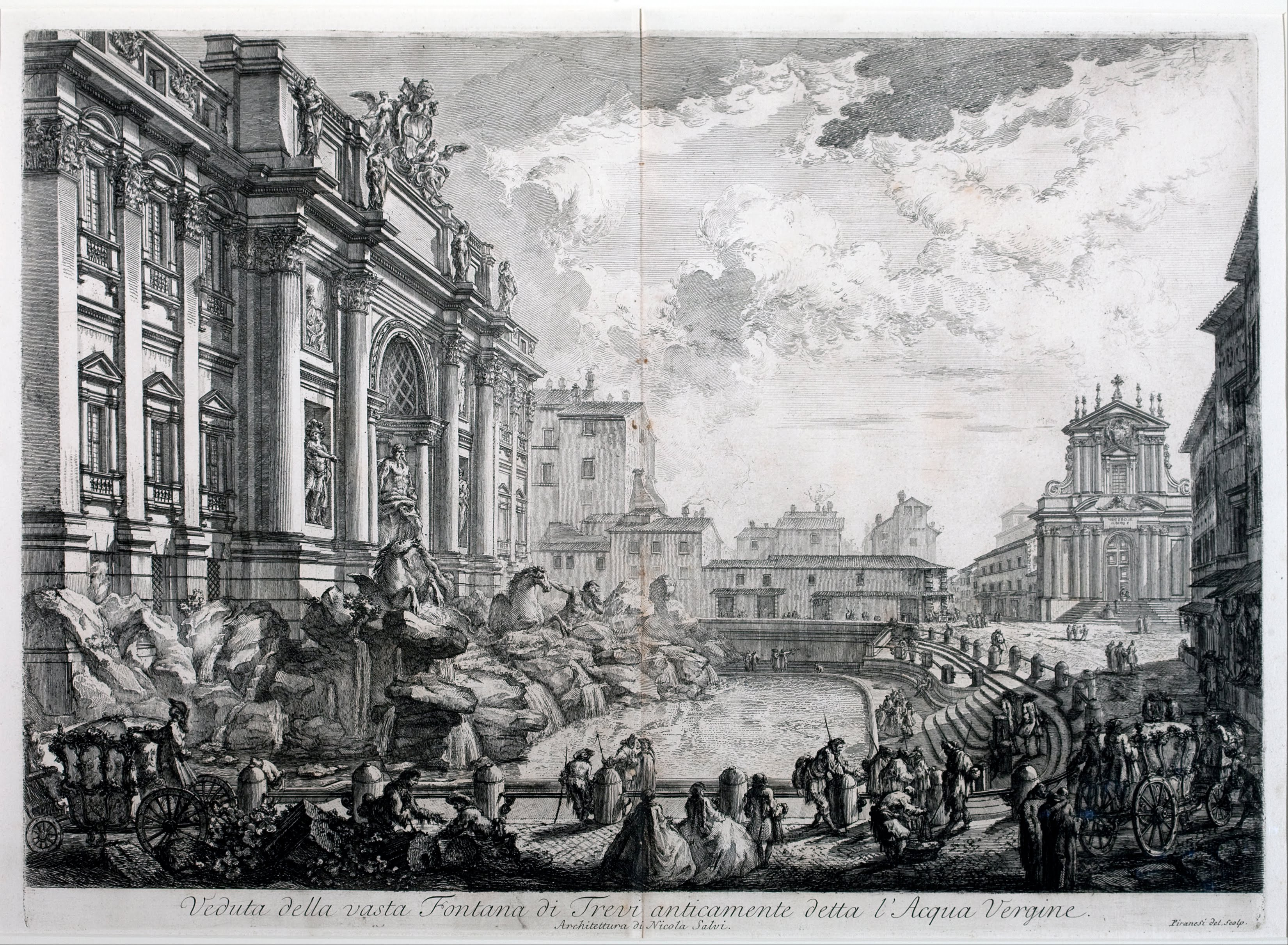
Vista da Piazza di Trevi numa gravura de Piranesi (séc. XVIII). O palácio será construído no espaço central, onde está uma casa baixa. À direita, a igreja de Santi Vincenzo e Anastasio a Trevi.

### Farmacia Pesci

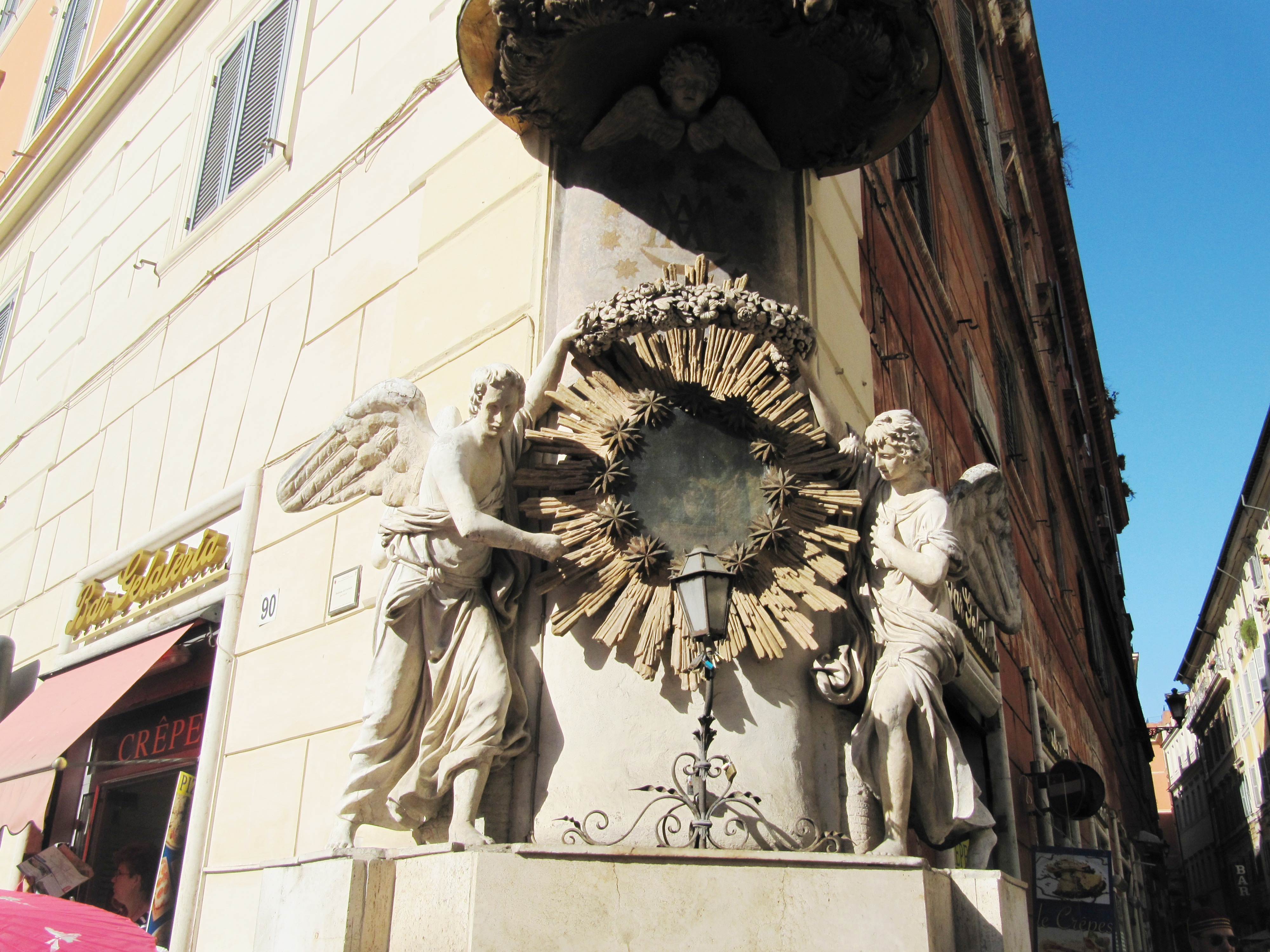
Vista do santuário da Madonna dell'Archetto na esquina do palácio

Fundada em 1552, esta farmácia é a mais antiga de Roma e, possivelmente, de toda a Europa. Com uma história riquíssima, boa parte de seu mobiliário original está preservado. À direita da entrada, acima de uma base de mármore, está uma grande placa de bronze gravada com o número 1552, talvez uma referência ao ano da fundação da botica. Sobre o balcão estão dois vasos de pórfiro com tampa, um dos quais deveria conter, segundo desejava Augusto Castellani, as cinzas de Giuseppe Garibaldi.
Os móveis de nogueira escura remontam ao século XVIII: o grande balcão de vendas, com portas com pequenas alças de latão e com, no lado esquerdo, uma pequena abertura para deixar cair moedas numa pequena gaveta logo abaixo, as elegantes estantes com 42 grandes caixas para ervas em madeira de sândalo, algumas com inscrições (hera terrestre, goma arábica, mostarda, linhaça) e três vasilhas cerâmicas celestes, sobreviventes entre outras 150 perdidas em 1911 durante uma mudança da sede anterior, também na Piazza di Trevi, e também por causa de dois roubos. Durante esta mudança se perderam as "víboras secas", o "espírito de andorinha", "stercum diaboli" e, com toda a probabilidade, muitos outros ingredientes medicinais.
Na parede de trás da farmácia está o grande armário do século XVIII, com linhas vivas, encimado por um tímpano com uma pintura da mesma época representando a "Virgem e o Menino com São Francisco e São José". Duas portas, embutidas nas laterais, separavam o antigo laboratório da área de vendas. Do outro lado da parede estão preservados objetos antigos e uma fotografia de um cavalo de madeira — o original está preservado em local seguro — possivelmente esculpido por Benvenuto Cellini. A cabeça de ouro, com olhos de fogo e crina esvoaçante, sustenta um longo dente de narval como se fosse um chifre. Juntos, cabeça e chifre, dão vida a uma imagem de um unicórnio, um belo trabalho de entalhe doado à "spetiaria" (botica) de Pietro Corsi e Biagio Mansueti.
O ambiente original no qual o boticário operava era uma oficina alquímica, equipada com balanças, alambiques, pilões, retortas, fogões e com lareiras nas quais poções, xaropes e todos os remédios que a medicina da época, ainda incerta, disponibilizava aos pacientes. Em 1695, o famoso "Bálsamo do Papa Inocêncio" foi preparado na "Spetiaria e Cereria" na Piazza di Trevi.

### Madonna dell'Archetto
Bem na esquina da Piazza di Trevi com a Via del Lavatore está a famosa imagem da Madonna dell'Archetto, de Virginio Vespignani, sustentada por dois anjos e protegida por um pequeno baldaquino apoiado por um querubim. A original está na Cappella della Madonna dell'Archetto, na Via di San Marcello.